# Chelonarium succinctum
Chelonarium succinctum is een keversoort uit de familie Chelonariidae. De wetenschappelijke naam van de soort is voor het eerst geldig gepubliceerd in 1880 door Chevrolat.